# حدث المجاعة
حدث المجاعة هو حدث محلي للصيام التطوعي لمدة 30 أو 40 ساعة اعتماداً على المنطقة لجمع الأموال والتوعية بالجوع في العالم. عادة ما يتم تنسيق هذا الحدث من قبل إحدى منظمات World Vision المختلفة ويتم تنفيذها من قبل الشباب في المنظمات التي تُقيمها الكنسية. وقد انتشرت على نطاق دولي، ولا سيما علي الصعيد الدولي يكون الانقطاع عن الطعام لمدة 30 ساعة، وكذلك علي الصعيد الإقليمي لمدة 40 ساعة في أستراليا ونيوزيلندا ولمدة 24 ساعة في المملكة المتحدة. يعتبر الانقطاع الذي يدوم لمدة 30 ساعة هو الأكثر شعبية بين جميع أنحاء العالم، منتشرفي 21 دولة.

## 30 ساعة دون طعام
يعتبر حدث الانمتناع عن الطعام لمدة 30 ساعة حدثًا عالميًا في 21 دولة. بدأ عام 1971 عندما نظمت روث روبرتس البالغة من العمر 17 عامًا و 14 صديقاً في كالجاري بألبرتا حدثًا في قبو الكنيسة لمعرفة ما يشبه الجوع وجمع المال ولتوعية بالأطفال الذين يعانون خلال المجاعة. ذهبت الأموال التي تم جمعها إلى World Vision.